# 折り染め

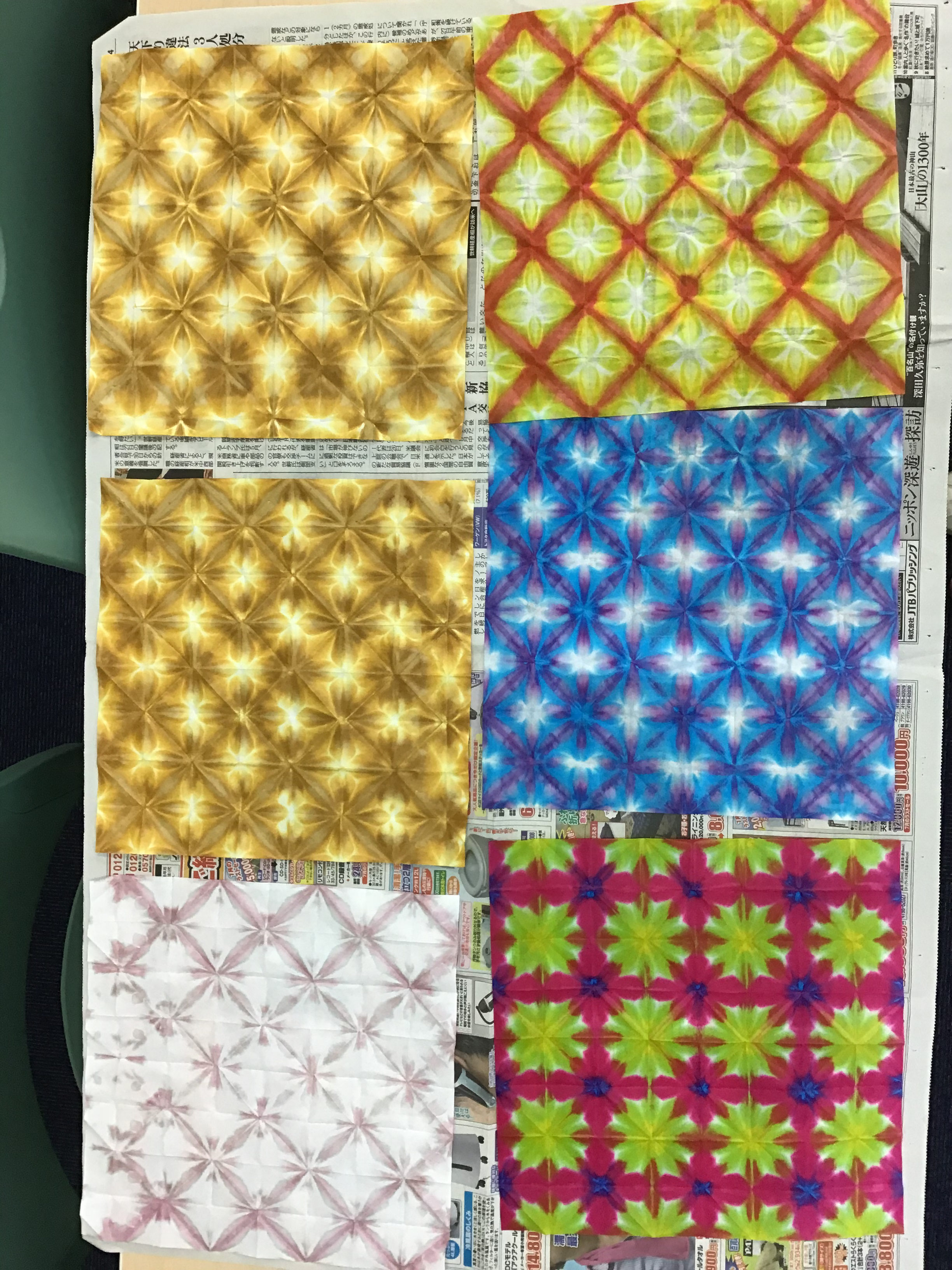
折り染めの例。折った紙に染料をつけた後、水を染み込ませると、このような模様になる。

折り染め（おりぞめ）(英: ORIZOME)とは、紙の染色法の一つである。和紙を折りたたんで染料に漬け、さまざまな色合いと模様の美しさを作り出すもので、染め上げたものは千代紙などに使う。

## 概要

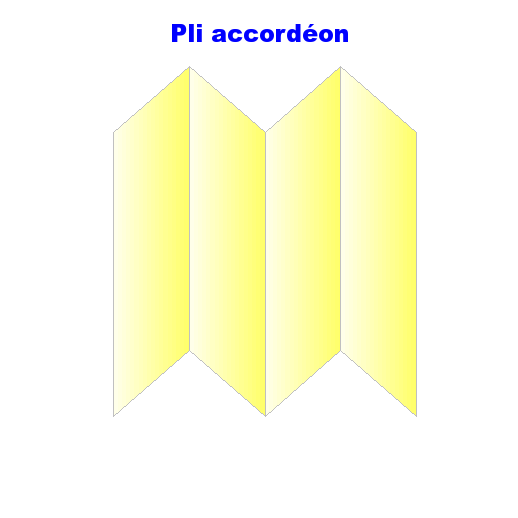
屏風だたみ

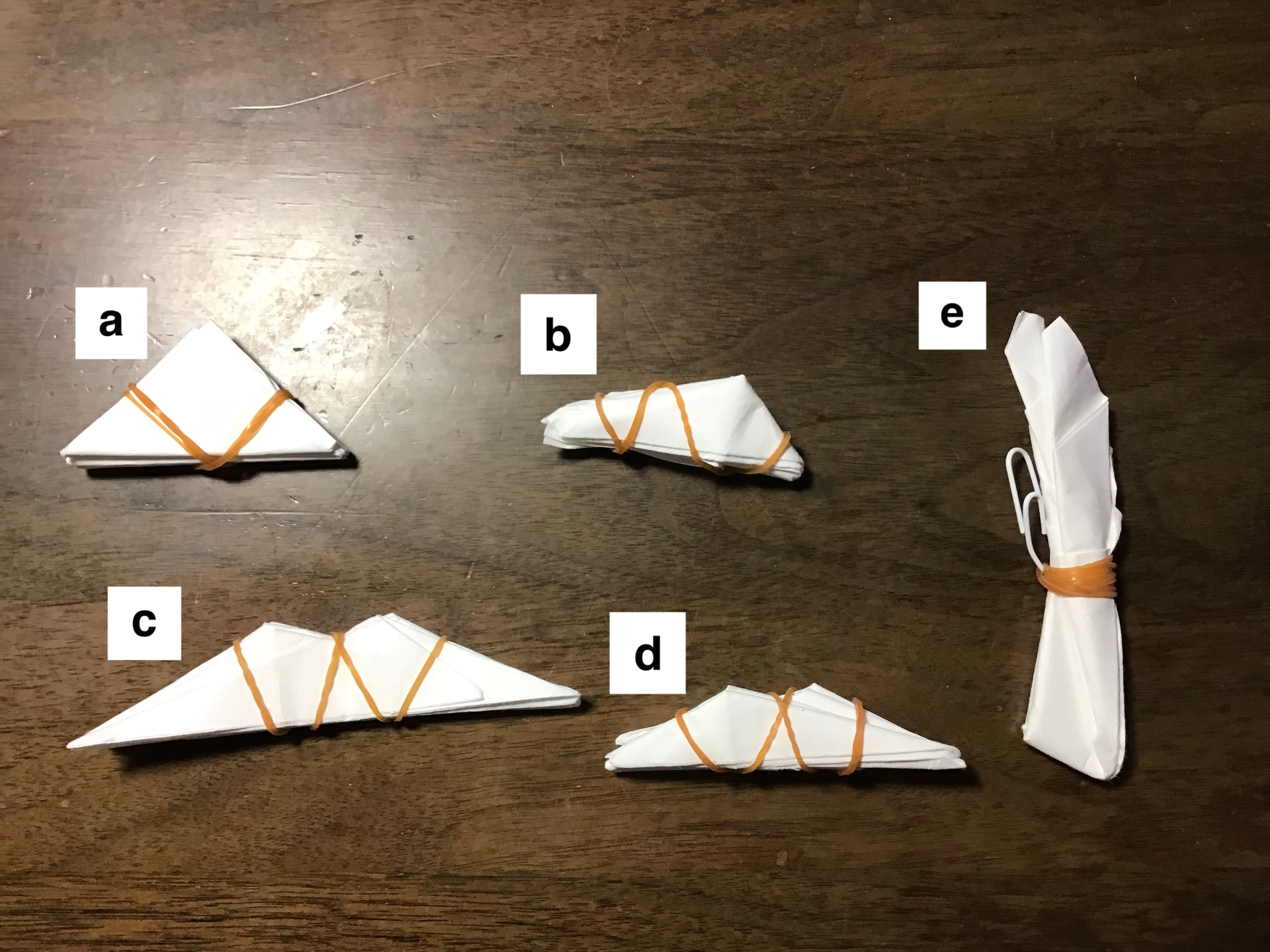
折り方を変えると、いろいろな模様を染めることができる。

折り染めは版画家の武藤六郎が1953年（昭和28年）に知人から1枚の染紙をもらい、その美しさに魅せられて、手元にあった版画用の和紙で染めてみたのが始まりだという。武藤はまず和紙を二等分に折り、順次折りたたんでアコーディオン折り（屏風だたみ）とし、折り目のついた棒状の紙を正方形、長方形、正三角形、直角三角形、麻の葉形など、手のひらに入るぐらいの大きさにした。この折りたたんだ和紙を手に持って紙の頂点、各辺を染料に浸して染めていく。紙を広げると連続模様ができるのが特徴である。たとえば亀甲模様は正三角形の1辺のみを染める。武藤はこの技法を凝らして紙衣(かみこ)や屏風などの作品を作った。その後、折り染めは工芸品の技法の一つとして定着した。

## 染色方法

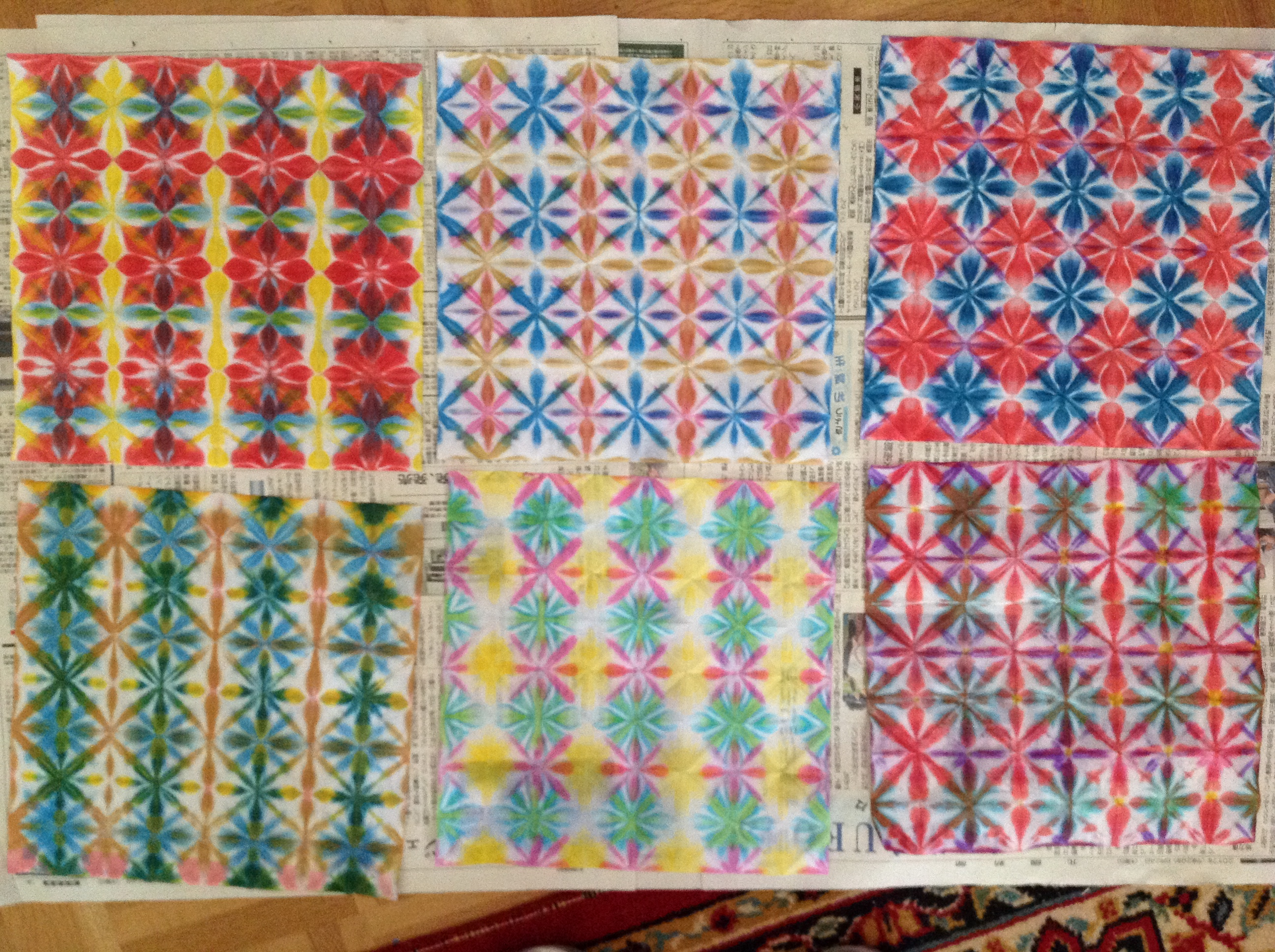
折り染めの例。これは、一度染めた紙を折り畳んで再び染めた「リダイ」である。

1. 材料の障子紙（和紙）は安いもので十分で、模様の無いものを使う。
2. 障子紙を適当な大きさに切る。
3. 4～8つ折りの屏風折りにする。
4. 屏風折りにしたものを二等辺三角形（普通折り）や四角折り（長方形に折る）、正三角形折りなどにたたんでいく。
5. 輪ゴムをかける。
6. 折りたたんだ障子紙を手に持って染料にまっすぐに角を漬ける。
7. 染めた部分を強く握り別の染料に漬ける。
8. 別の角も同様に染める。
9. 開いて乾かす。[5]

## 工芸から子どもの遊びへ

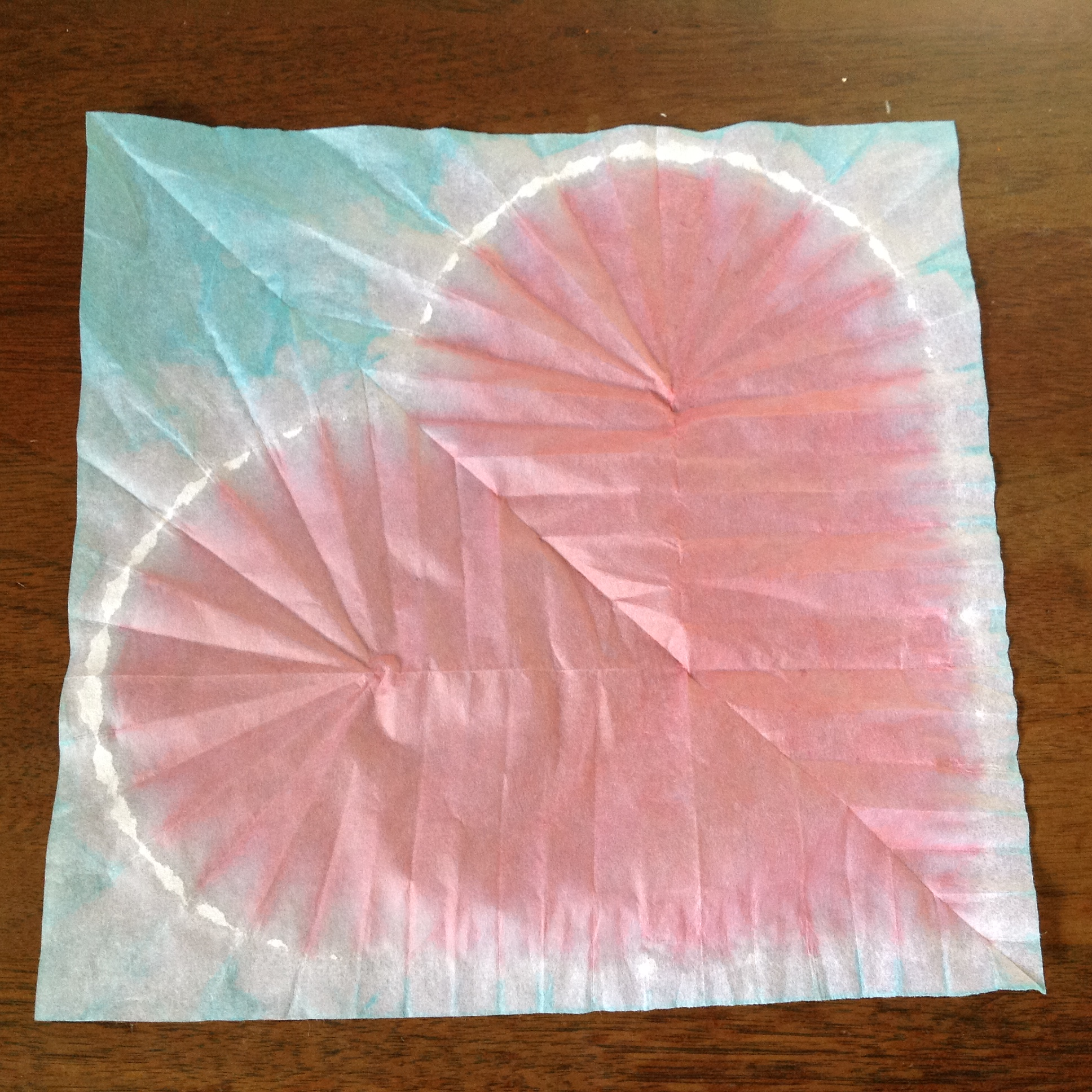
絞りおりぞめの例。「ハート」

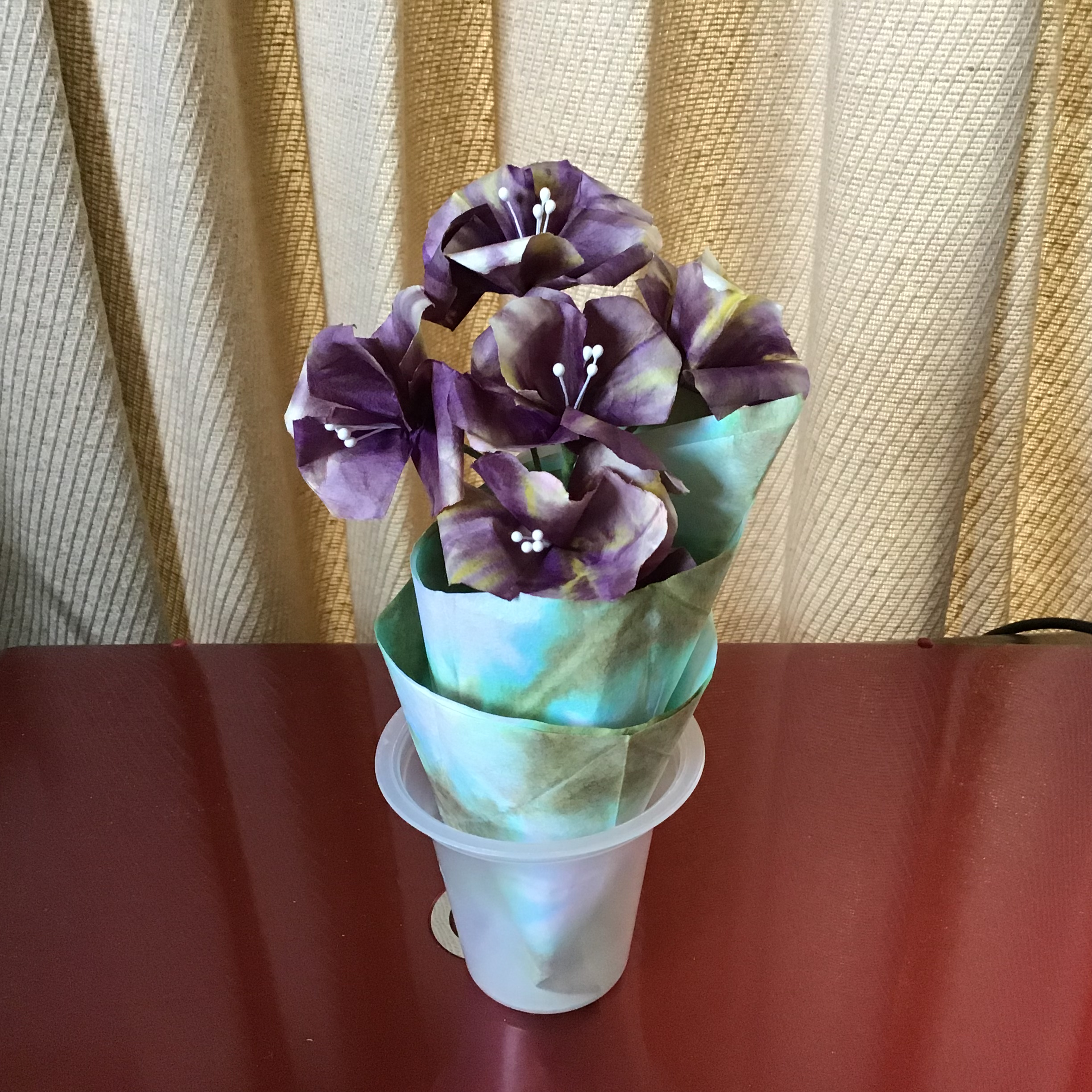
折り染めを使った作品の例。

### ひまわり文庫への導入
工芸作品を作る方法として行われていた折り染めを子どもが楽しめる遊びにしたのは、横浜市北区日吉本町で書店を経営していた徳村彰と妻の徳村杜紀子である。徳村夫妻は書店経営の傍ら、1971年から「ひまわり文庫」という子どもの遊び場を主宰していた。
徳村彰と徳村杜紀子はあるとき加藤睦朗の『千代紙 型染紙』（保育社カラー文庫）で紹介されていた折り染め作品とその作り方の解説をたまたま見たという。夫妻はひまわり文庫で使う100～200枚の千代紙が高価になることに悩んでいたので、それらに代わる安価な工作材料を探していた。そこで、折り染めが市販の千代紙の代わりになるのではないかと思いついた。最初は障子紙と水彩絵の具で試みたが、ぼやけてうまくいかなかった。
たまたま、ひまわり文庫に来ていた子どもの父親に合成皮革の製品を作っている職人がいた。その職人から皮を染める染料を紹介してもらい、この染料と安価な障子紙で折り染めがうまくできることを発見した。カラー文庫では「染めたら一晩乾かす」とあったため、徳村はこれでは子どもの遊びには使えないと感じた。しかし、革職人が提供してくれた染料がアルコールに溶かすものであったため、この染料なら短時間で乾き、子どもの遊びに適していることを発見した。ひまわり文庫の子どもたちはこの折り染めを大歓迎し、折り染めは工芸品の技法から子どもが夢中になる遊びとなった。

### 学校教育への普及
1975年に雑誌『ひと』に掲載された徳村彰の折り染めの記事を見た加川勝人は、折り染めを小学校の授業で行い、その授業結果と折り染めの方法を1983年に雑誌『たのしい授業』に発表した。加川は徳村たちが使っていたバティックカラーが、学校で大量に使うには高価なので、他の染料を探し、店をたずね歩いて、在庫として眠っていた「みやこ染め」を安価に大量に仕入れた。みやこ染は学校にあった燃料用アルコール(メタノール)に溶かして使用した。加川の授業の追試はすぐに『たのしい授業』の読者によって行われ、仮説実験授業研究会の入門講座でも「ものづくり」のメニューの一つとして、こどもから大人まで楽しめる教材として定着した。

### 改良と普及
その後、1980年代後半に、安価で水溶性の木綿用染料「ダイロン」が豊田泰弘によって紹介され、豊田から技法を学んだ斉藤敦子によって学校の授業で行う方法が確立し、学校教育で誰でも真似できるようになった。2006年には山本俊樹によって、授業プラン「紙を染める」が発表され、「できあがりを予想しながら染める」ことを子どもたちに教える方法が確立した。また谷岩雄はダブルクリップをつかって、花模様を染める方法を発案した。その後もたのしい授業学派の主催する一般向けの講座や教師向けの講座で、「折り染め」は定番のものづくりとなった。